# Marimba
Le marimba (ou parfois la marimba[réf. nécessaire]) est un xylophone à résonateurs latino-américain, développé au Mexique et au Guatemala à la fin du XIXe siècle à partir d'un xylophone africain ; le mot marimba est d'origine bantoue. Les xylophones européens et des instruments précolombiens ont pu avoir contribué à la formation de l'instrument. 

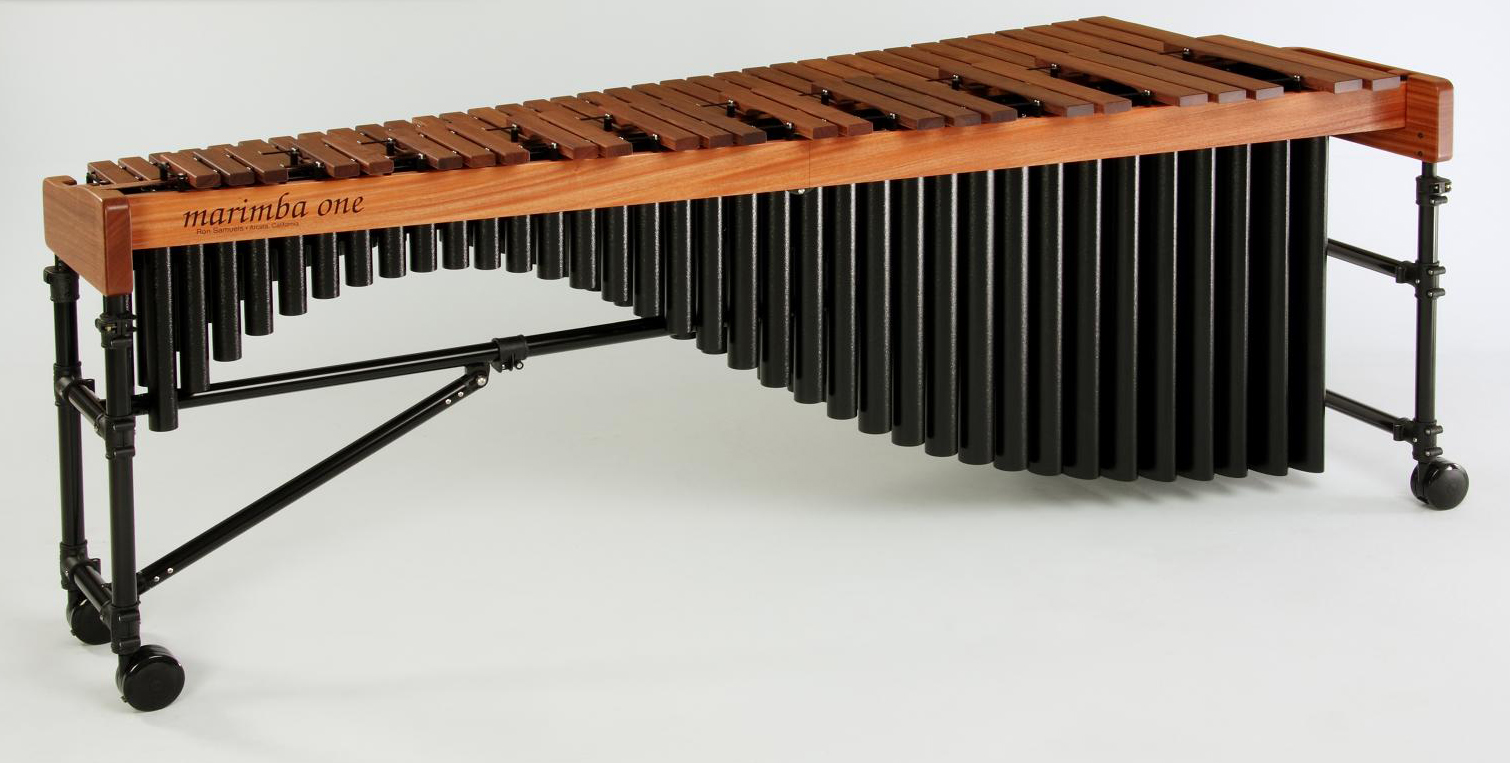
Marimba classique, clavier et tubulure.

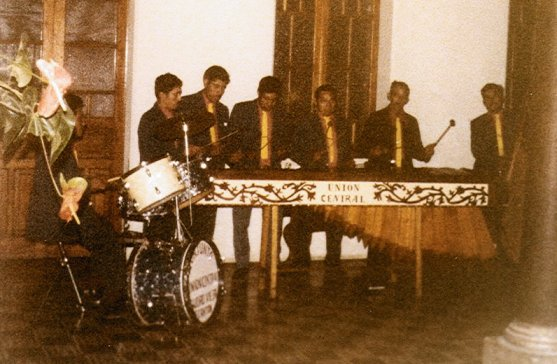
Groupe de Marimba à Antigua en 1979.

Le marimba prend sa forme la plus sophistiquée dans les états mexicains de Chiapas et Oaxaca, au Guatemala et au Salvador. Dans le jazz nord-américain, les mêmes musiciens jouent du vibraphone, du xylophone et du marimba.
La musique marimba et les chants traditionnels de la région sud du Pacifique colombien ont été inscrits au patrimoine culturel immatériel de l'humanité par l'UNESCO le 16 novembre 2010, inscription élargie en 2015 à la pratique des marimbas accompagnées de chants et de danses traditionnelles dans le sud du Pacifique colombien et dans la province équatorienne d'Esmeraldas.

## Facture

### Types de marimba
On trouve des marimbas de 4 octaves 1/3 (La2/Do7), de 4 octaves 1/2 (Fa2/Do7), et maintenant de plus en plus de 5 octaves (Do2/Do7) (certains morceaux ne peuvent d'ailleurs être joués que sur ces marimbas), voire 5 octaves 1/3 (La1/Do7).
Le marimba est généralement fabriqué et assemblé à la main, mais il peut être aussi fabriqué en série. Il comporte trois éléments principaux : les lames, horizontales ; les résonateurs tubulaires, placés verticalement sous les lames, qui augmentent la durée du son et renforcent les partiels harmoniques, le rapprochant ainsi des instruments à cordes européens, tout en gardant sa sonorité distinctive et son caractère d'instrument de percussion ; et le châssis portant l'ensemble.

### Clavier
Les lames sont en bois de padouk ou de palissandre et sont de moins en moins longues de gauche (grave) à droite (aigu) : il est donc doté d'un clavier que l'on qualifie de progressif. La position des notes et la forme du clavier sont similaires à celles d'un piano avec deux étages: un surélevé et un peu en arrière pour les dièses et bémols et celui du dessous pour les notes sans altérations (comparables aux touches respectivement noires et blanches du piano).
Une à quatre personnes avec dans chaque main généralement deux baguettes (parfois une seule, exceptionnellement trois baguettes pour certains artistes) jouent côte à côte. Elles peuvent donc jouer ensemble jusqu'à une dizaine de notes simultanées ou en rapide succession.

### Résonateurs
Les résonateurs des marimbas modernes sont des tuyaux en métal ; pour les marimbas primitifs, les musiciens utilisaient des résonateurs en calebasse ou en bambou. Chaque lame est munie de son résonateur, de longueur comparable à la lame qu'il amplifie. Les tubes sélectionnent des partiels harmoniques dans la vibration des lames et secondairement augmentent le volume sonore produit par les vibrations des lames. 
Sur certains modèles les résonateurs qui sont les plus longs sont recourbés, cela ne change pas le son.

### Châssis

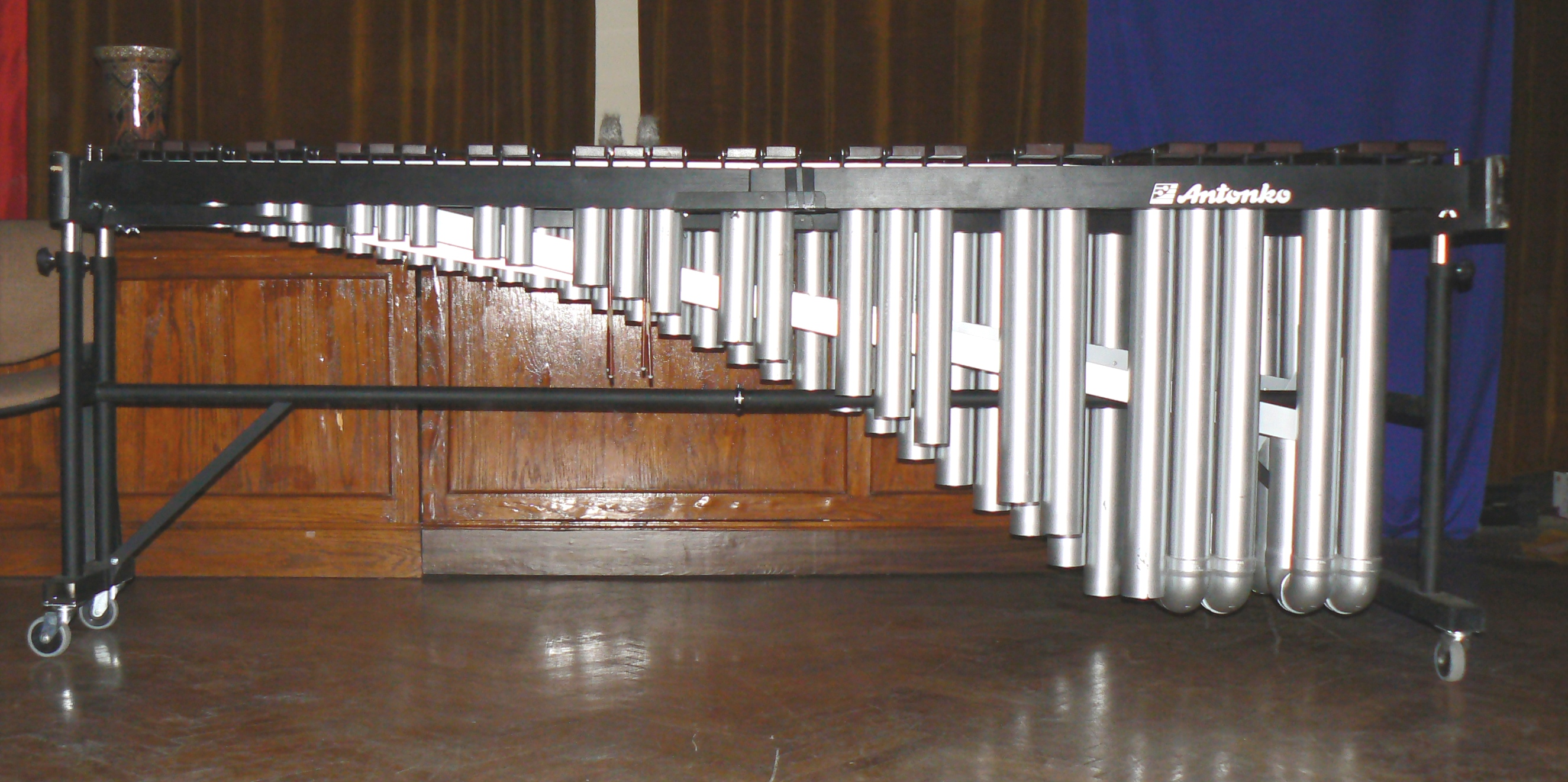
Châssis et tubulure.

L'ensemble est posé sur un support en bois ou en métal qui peut se régler en hauteur et être muni de roulettes sur les marimbas les plus perfectionnés.

## Jeu

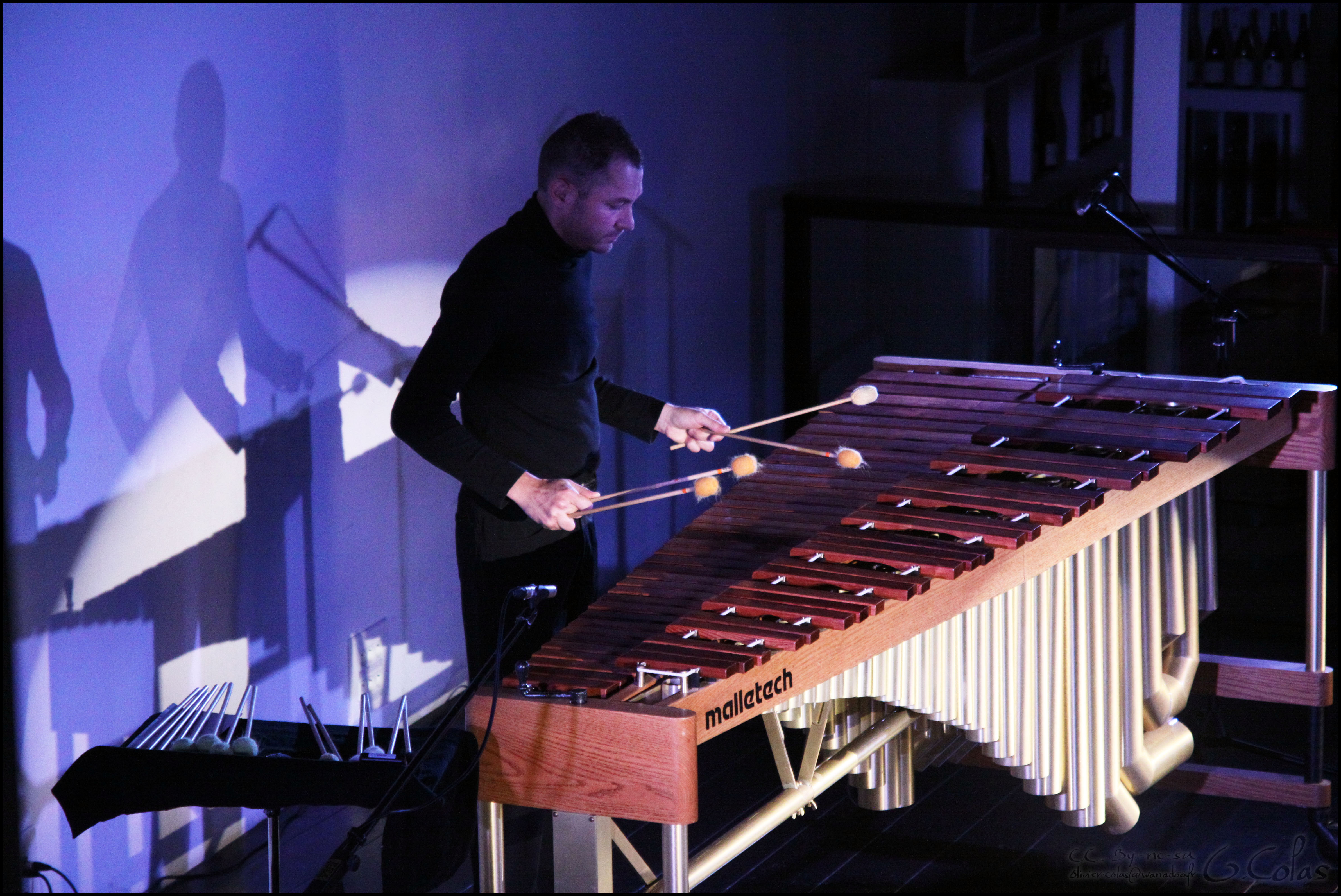
Hervé Voirin jouant du marimba.

Il se joue debout, habituellement à l'aide de deux paires de baguettes ou seulement deux baguettes. Certains musiciens, tels Keiko Abe ou Emmanuel Séjourné peuvent manier jusqu'à six baguettes (trois dans chaque main).

### Deux baguettes
Ce jeu offre moins de possibilités et est moins utilisé.

### Quatre baguettes
Parmi les méthodes de prise en mains des baguettes, il y a la tenue traditionnelle « Cross » (littéralement croisée), les grips « Stevens » et « Burton » (du nom de leurs inventeurs) et bien d'autres manières de tenir 4 baguettes. Pour la tenue, lorsque la paume de la main est dirigée vers le bas et le dos de la main vers le haut, la baguette du côté du pouce est dite "baguette intérieure", l'autre est dite "baguette extérieure".

#### Prise traditionnelle ou Cross(croisée)
La première baguette est maintenue à l'extérieur par le pouce, qui s'appuie dessus, la deuxième est maintenue par l'annulaire et l'auriculaire. Les deux baguettes se croisent dans la paume, et les extrémités dépasse légèrement vers l’arrière de la main.

#### Prise Stevens
La première baguette est tenue entre le pouce et l’index, la deuxième est maintenue par l'annulaire et l'auriculaire. L'extrémité des baguettes se loge dans le creux de la main, sans se croiser.

#### Prise Burton
La première baguette est tenue entre le pouce et l’index, la deuxième est maintenue par l'annulaire et l'auriculaire. Les deux baguettes se croisent dans la paume et les extrémités dépassent légèrement vers l’arrière de la main.

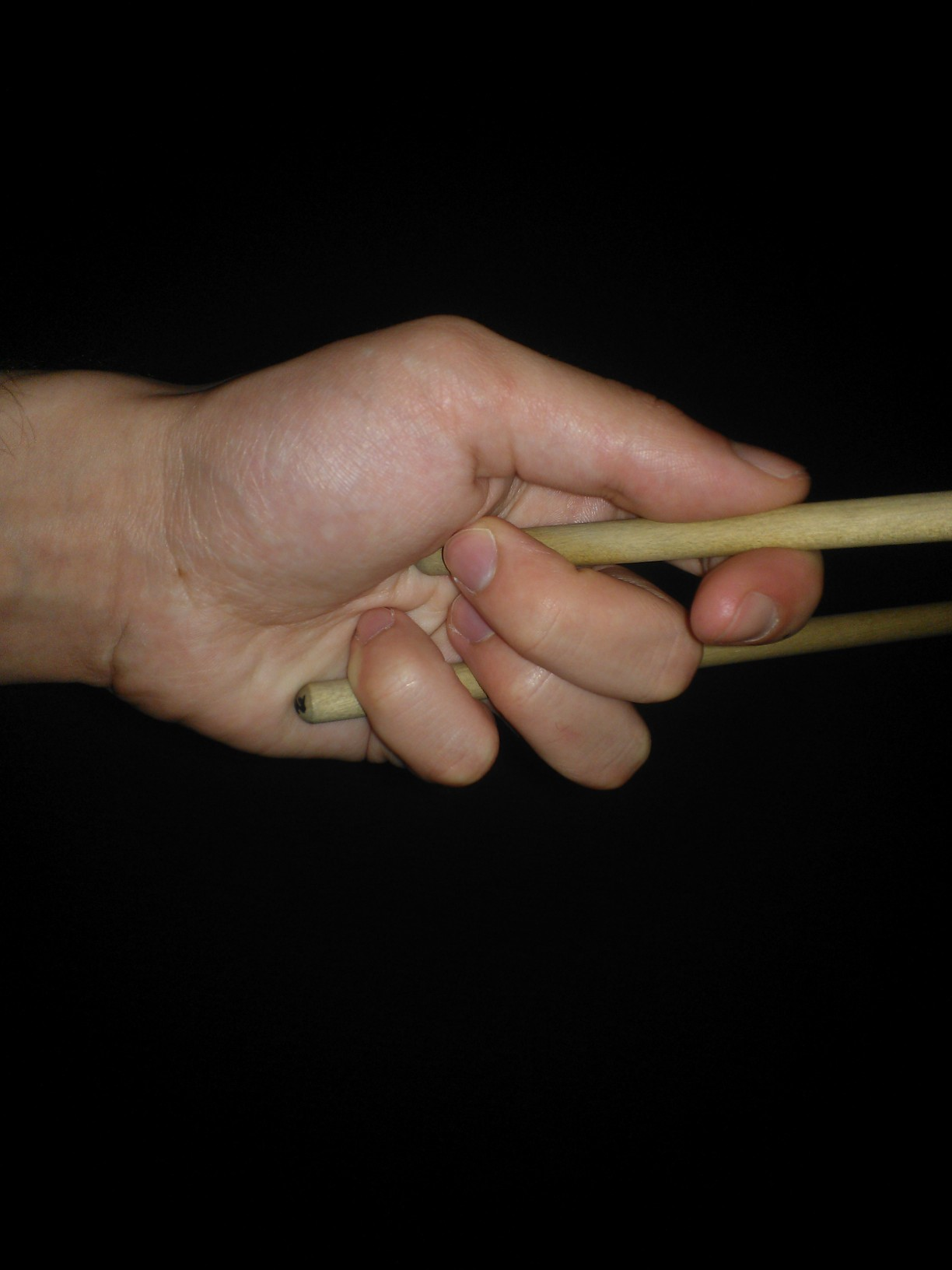
Prise Stevens, vue de côté.
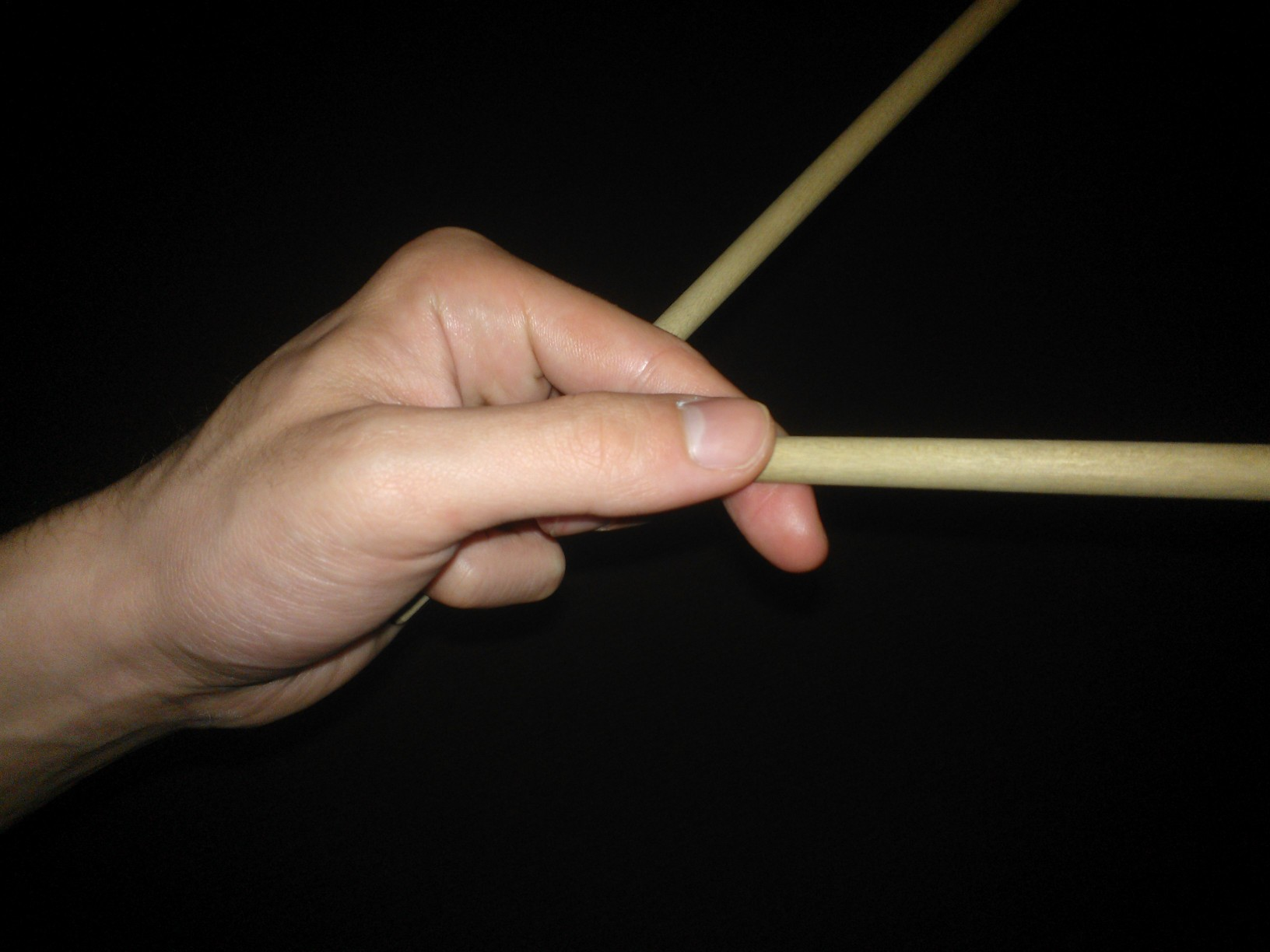
Prise Stevens, vue de dessus.
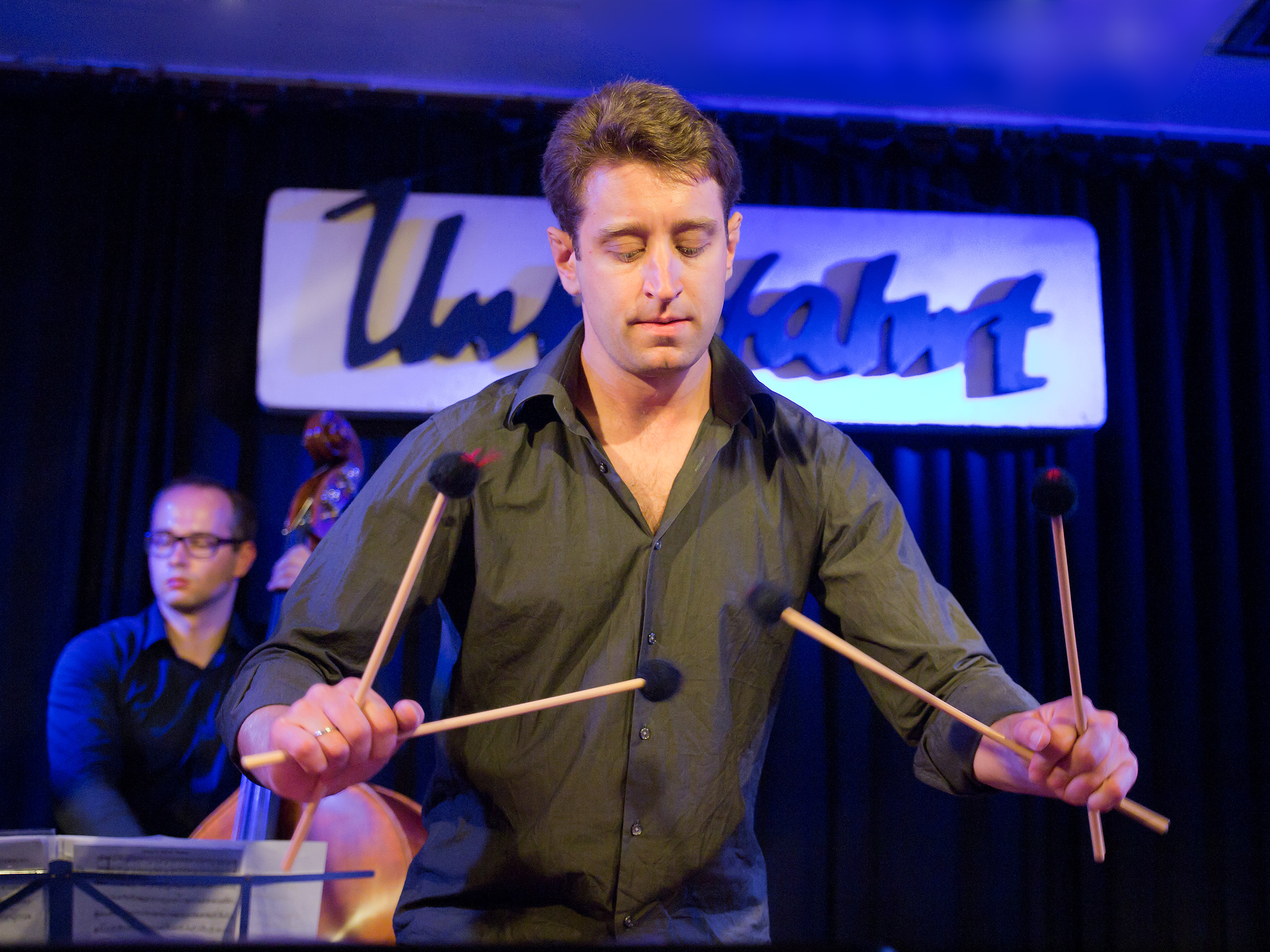
Prise Burton / Cross (croisée).

## Marimbistes
Parmi les marimbistes actuels, on peut citer : 
- Alex Jacobowitz
- Emmanuel Séjourné
- Gary Burton
- Keiko Abe
- Marie-Josée Simard
- Vassilena Serafimova
- Adélaïde Ferrière
- Alex Petcu

Plusieurs musiciens peuvent jouer en même temps sur le même instrument.

## Fabricants

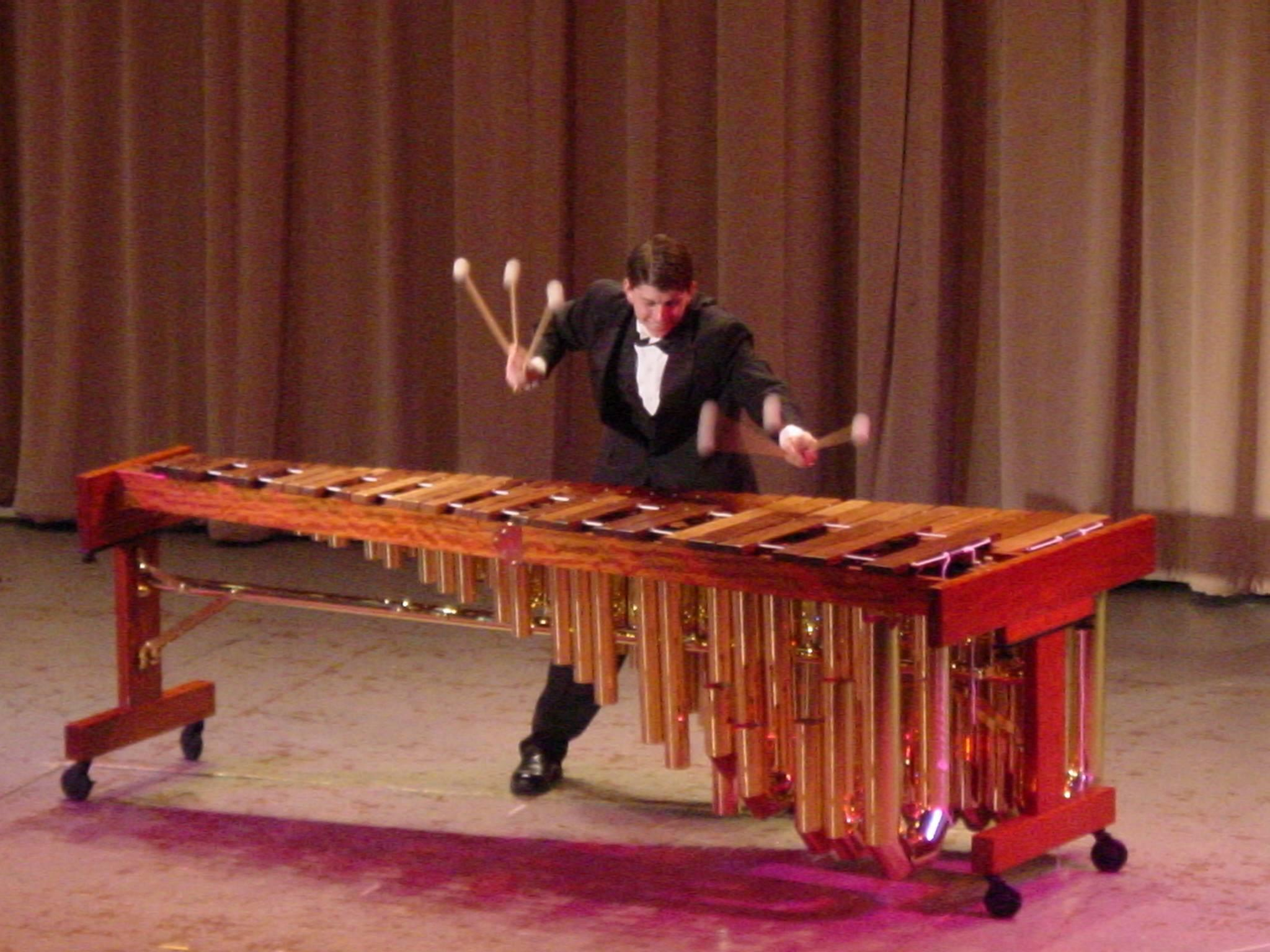
Joueur de marimba classique.

Parmi les facteurs, on peut citer 
- Yamaha
- Studio 49
- Bergerault
- Adams Musical Instruments

## Répertoire
De nombreux compositeurs du XXe siècle et du XXIe siècle se sont intéressés au marimba. Par exemple :
- Darius Milhaud : Concerto pour marimba, vibraphone et orchestre en 1947.
- Steve Reich : Six Marimbas (1986).
- Luigi Morleo : Concerto per marimba e archi, en (1993).
- Erkki-Sven Tüür : Ardor et un Concerto pour marimba et orchestre, en 2001-2002.
- Bernard Cavanna : Trio pour clarinette basse, marimba et contrebasse (2001).
- Bruno Giner : Contours pour violon et marimba (1994), Yoshihisa (in memoriam) pour marimba seul (2009).
- Emmanuel Séjourné : Concerto pour marimba et orchestre à cordes (2005), Double Concerto pour vibraphone, marimba et orchestre (2012), Double Concerto pour 2 marimbas et orchestre à cordes (2013).